# Kingsford Heights
Kingsford Heights é uma cidade  localizada no estado americano de Indiana, no Condado de LaPorte.

## Demografia
Segundo o censo americano de 2000, a sua população era de 1453 habitantes.
Em 2006, foi estimada uma população de 1405, um decréscimo de 48 (-3.3%).

## Geografia
De acordo com o United States Census Bureau tem uma área de
2,4 km², dos quais 2,4 km² cobertos por terra e 0,0 km² cobertos por água. Kingsford Heights localiza-se a aproximadamente 218 m acima do nível do mar.

## Localidades na vizinhança
O diagrama seguinte representa as localidades num raio de 20 km ao redor de Kingsford Heights.